# 松田聖子のピンクのスニーカー
松田聖子のピンクのスニーカー（まつだせいこのピンクのスニーカー）は、1980年10月6日から1983年4月1日まで文化放送の制作でNRN系列各局にて放送されていたラジオ番組。メインパーソナリティは松田聖子。

## 概要
松田聖子にとって初めてとなる単独ラジオパーソナリティ番組。文化放送では『吉田照美のてるてるワイド』の内包番組として放送され、1980年10月6日のてるてるワイドの放送開始と共にスタートした。1981年1月の時点では、毎週1回局へ来て一週間分の収録を行っていた。
番組ではがきを読まれた人、電話の相手をした人には「SEIKO」の名前が入ったソックスが贈られた。
かかる曲は、懐かしめのオールディーズナンバーが多かった。
スポンサーは、最初は月星化成（現・ムーンスター）の一社提供、1981年4月からは学研が加わって複数社提供になった。

## 主なコーナー
聖子に伝言板
- 月曜日（1981年1月当時）。リスナーからの聖子に関する質問に回答。私生活に関することや、ちょっとエッチな質問にも答えていた[2]。

聖子にLOVEテレフォン
- 水曜日（1981年1月当時）。選ばれたリスナーが直接聖子と電話でトーク。電話越しに自作の歌を歌ったり、「大好き」と“聖子愛”を打ち明けるのも良しとされていたという[2]。

聖子とないしょ話
- 木曜日（1981年1月当時）。女子リスナー優先のコーナーで、ボーイフレンドのことを綴ったはがきに対し、感想を述べたり、アドバイスをしたりしていた[2]。

## 放送時間

### 文化放送での放送時間
- 月曜日〜金曜日 21:13 - 21:25 （1980年10月 - 1982年9月）[5][1]
- 月曜日〜金曜日 23:30 - 23:40 （1982年10月 - 1983年4月）[5][1]
いずれも『吉田照美のてるてるワイド』内で放送。

### ネット局
特記のあるもの以外はいずれも月曜日〜金曜日の放送。
- STVラジオ　21:40 - 21:50 （1982年10月 - 1983年4月）
- 青森放送　21:15 - 21:25 （1982年10月 - 1983年4月）
- 秋田放送　21:20 - 21:30 （1981年10月 - 1982年3月）／ 21:40 - 21:50 （1982年10月 - 1983年4月）
- 山形放送　21:40 - 21:50 （1981年10月 - 1982年3月）
- 北日本放送　21:20 - 21:30 （1981年10月 - 1982年3月）／ 21:40 - 21:50 （1982年10月 - 1983年4月）
- 北陸放送　21:40 - 21:50 （1982年10月 - 1983年4月）
- ラジオ大阪　21:45 - 21:55 （1981年10月から。『OBCヤングラジオ』内で放送）
- 四国放送　21:20 - 21:30 （1981年10月 - 1982年3月）／ 21:40 - 21:50 （1982年10月 - 1983年4月）
- 西日本放送　21:20 - 21:30 （1982年10月 - 1983年4月）
- 南海放送　21:40 - 21:50 （1982年10月 - 1983年4月）
- 九州朝日放送　22:10 - 22:20
- 長崎放送　21:25 - 21:35 （1981年10月 - 1982年3月）→ 21:50 - 22:00 （1982年4月 - 1982年9月、火曜〜土曜）→ 21:45 - 21:55 （1982年10月 - 1983年4月）
  - 同局は日清紡の一社提供に差し替えられて放送されていた。
- 熊本放送　21:40 - 21:50 （1980年10月 - 1981年3月）／ 21:50 - 22:20 （1981年10月 - 1982年3月）→ 23:10 - 23:20 （1982年4月 - 1983年4月）
- 大分放送　21:20 - 21:30 （1981年10月 - 1982年3月）
- 宮崎放送　23:40 - 23:50 （1982年10月 - 1983年4月）
- 南日本放送　21:20 - 21:30 （1981年10月 - 1982年3月）／ 21:40 - 21:50 （1982年10月 - 1983年4月）

（）